# Phytomyza glabricola
Phytomyza glabricola är en tvåvingeart som beskrevs av Kulp 1968. Phytomyza glabricola ingår i släktet Phytomyza och familjen minerarflugor. Inga underarter finns listade i Catalogue of Life.